# Smerinthulus
Smerinthulus é um gênero de mariposa pertencente à família Bombycidae.